# George Courtney
George Courtney MBE (* 4. Juni 1941 in Spennymoor) ist ein ehemaliger englischer Fußballschiedsrichter.

## Sportlicher Werdegang
Courtney wurde ab 1971 zunächst als Linienrichter und ab 1974 als Hauptschiedsrichter im Bereich der Football League eingesetzt. Ab 1977 gehörte er zudem zu den international aktiven FIFA-Schiedsrichtern und leitete in der Folge diverse Europapokalpartien sowie Länderspiele.
1979 pfiff Courtney das Spiel um den FA Community Shield, in dem sich der amtierende Meister FC Liverpool gegen den Pokalsieger FC Arsenal im Wembley-Stadion mit 3:1 durchsetzte. Im FA Cup 1979/80 wurde ihm die Leitung des Endspiels an gleicher Stelle für das Londoner Derby zwischen West Ham United und dem FC Arsenal übertragen, erneut zog Arsenal den Kürzeren. 1983 vollendete er den „Wembley-Hattrick“, als er auch im EFL Cup ein Endspiel leitete. Der FC Liverpool holte sich den League Cup 1982/83, indem er Manchester United mit 2:1 besiegte.
Bei der Europameisterschaft 1984 war Courtney erstmals bei einem Turnier dabei, dort leitete er unter anderem das Semifinalspiel zwischen Spanien und Dänemark. Zwei Jahre später war er kurze Zeit nach der Leitung des Hinspiels um den UEFA-Pokal 1985/86 zwischen Real Madrid und dem 1. FC Köln einer der UEFA-Vertreter bei der WM-Endrunde 1986. Dort pfiff er unter anderem das Spiel um den dritten Platz im Estadio Cuauhtémoc, Europameister Frankreich setzte sich dabei nach Verlängerung gegen Belgien durch. Wenngleich sein Landsmann Keith Hackett für die EM-Endrunde 1988 nominiert worden war, blieb er einer der führenden englischen Schiedsrichter und durfte das Endspiel um den Europapokal der Pokalsieger 1988/89 leiten. Der FC Barcelona schlug Sampdoria Genua im Wankdorfstadion mit 2:0. Auch für die Weltmeisterschaft 1990 wurde er wieder nominiert, aufgrund des Halbfinaleinzugs der englischen Nationalmannschaft war für ihn nach der Achtelfinalpartie zwischen Italien und Uruguay das Turnier frühzeitig beendet.
1991 wurde Courtney in Anerkennung seiner Verdienste um den Verbandsfußball als Member des Order of the British Empire (MBE) ausgezeichnet. Im selben Jahr beendete er seine internationale und ein Jahr später seine nationale Schiedsrichterkarriere. Dabei führten ihn seine letzten Spiele erneut nach Wembley. Zunächst pfiff er das Endspiel um den League Cup 1991/92, bei dem sich Manchester United mit einem 1:0-Sieg gegen Nottingham Forest den Titel holte. Anschließend leitete er das Finale um die Aufstiegsplayoffs zur neu geschaffenen Premier League zwischen den Blackburn Rovers und Leicester City.
Später war Courtney jeweils zeitweise für den FC Middlesbrough sowie die UEFA tätig.